# Holt (Dorset)
Holt è un villaggio e parrocchia civile dell'Inghilterra, appartenente alla contea del Dorset.